# Oval cartesiana

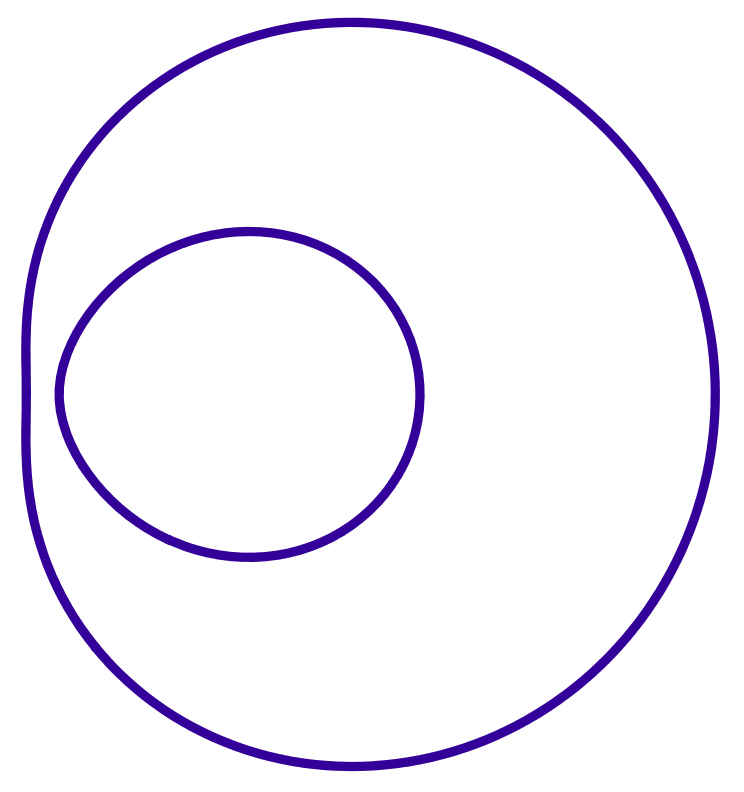
Exemplo de Ovais de Descartes.

Em geometria, uma Oval Cartesiana, batizada em homenagem a René Descartes, é uma curva plana, definida pelo conjunto de pontos que possuem a mesma combinação linear de distâncias de dois pontos fixos (focos).